# Ramadan Sobhi
Ramadan Sobhi Ramadan Ahmedi (en árabe: رمضان صبحى) (El Cairo, Egipto, 23 de enero de 1997) es un futbolista egipcio, juega como centrocampista y su equipo es el Pyramids F. C. de la Premier League de Egipto. Es también jugador internacional con la selección de fútbol de Egipto.

## Trayectoria
Sobhi comenzó su carrera en el Al Ahly, haciendo su debut profesional en febrero de 2014. Se estableció en el primer equipo y ayudó a Al Ahly para ganar la Premier League egipcia en las temporadas 2013-14 y 2015-16. Sus actuaciones llamaron la atención de clubes europeos y en julio de 2016 se unió al Stoke City por un precio de £ 5 millones.

## Carrera del club

### Al Ahly
Después de avanzar a través de las categorías inferiores en El Cairo del club Al Ahly, Sobhi hizo su debut profesional a la edad de 16 años, el 6 de febrero de 2014, en un partido correspondiente a la Premier League 2013-14 egipcia contra Ghazl El Mahalla bajo la dirección de Mohamed Youssef . El 16 de junio de 2014, Sobhi anotó su primer gol con el Al Ahly en la victoria por 3-0 sobre Misr Lel-Makkasa. El 28 de junio de 2014 que comenzó el partido de play-off del campeonato decisiva contra el rival de la ciudad, el Zamalek y anotó el gol para su equipo a una victoria por 1-0. El 2 de julio marcó dos goles en contra Petrojet para asegurar una victoria 4-0 y el Al Ahly obtuvo el título de liga. En marzo de 2015, Sobhi firmó un contrato a largo plazo con el Al Ahly.
Sobhi ayudó a ganar al Al Ahly la Supercopa de Egipto contra el Zamalek. Sobhi se convirtió en titular constante del equipo bajo la dirección técnica de Juan Garrido y sus actuaciones en la temporada 2014-15 atrajo la atención de clubes europeos, entre ellos el Arsenal, RB Leipzig, Roma, Sampdoria y Udinese. Anotó en un empate contra Al-Masry , el 10 de enero de 2015, en lo que fue el primer encuentro entre los clubes desde la Tragedia de Puerto Saíd en 2012. Al Ahly terminó la campaña 2014-15 en el segundo lugar detrás de su archirrival Zamalek.
Sobhi jugó en 28 partidos de liga con el Al Ahly en 2015-16 bajo Martin Jol como técnico del equipo obtendría otro título de liga.

### Stoke City
Sobhi firmó por el club Stoke City de la Premier League el 25 de julio de 2016 para un monto de £ 5 millones. Hizo su debut en la Premier League para Stoke el 20 de agosto de 2016 contra el Manchester City. 

### Huddersfield Town
En julio de 2018, tras el descenso del Stoke City a Championship, firmó por el Huddersfield Town.

### Regreso a Al-Ahly
En enero de 2019 regresó a Al-Ahly cedido por el Huddersfield Town hasta final de temporada. En julio se extendió el préstamo por un año más.

## Selección nacional
Sobhi hizo su debut con la selección nacional contra Tanzania el 14 de junio de 2015, por la primera ronda de la Clasificacion para la Copa Africana de las Naciones a la edad de 17 años, 11 meses y 18 días, para convertirse en el segundo jugador más joven en jugar para el ciudadano egipcio equipo después de Mido. El 29 de marzo marcó su primer gol internacional en el nivel superior, en una cualificación Copa Africana de Naciones 2017 partido contra Nigeria. 

## Estilo de juego
Sobhi puede ser utilizado sobre todo por delantero extremo en derecha como por izquierda, aunque también se lo puede utilizar como mediapunta o segundo delantero (falso 9). Su estilo de juego, combina regates, pases precisos con una  visión exquisita dentro del campo de juego y un gran olfato de gol, incluso se lo llamó en varias ocasiones el nuevo  Mohamed Aboutrika, que está considerado como uno de los más grandes futbolistas de Egipto.

## Clubes
| Club                       | País       | Año       |
| -------------------------- | ---------- | --------- |
| Al-Ahly                    | Egipto     | 2014-2016 |
| Stoke City F. C.           | Inglaterra | 2016-2018 |
| Huddersfield Town A. F. C. | Inglaterra | 2018-2020 |
| Al-Ahly (cedido)           | Egipto     | 2019-2020 |
| Pyramids F. C.             | Egipto     | 2020-     |

## Palmarés

### Títulos nacionales
| Título                   | Club    | País   | Año  |
| ------------------------ | ------- | ------ | ---- |
| Premier League de Egipto | Al-Ahly | Egipto | 2014 |
| Supercopa de Egipto      | Al-Ahly | Egipto | 2014 |
| Supercopa de Egipto      | Al-Ahly | Egipto | 2015 |
| Premier League de Egipto | Al-Ahly | Egipto | 2016 |
| Supercopa de Egipto      | Al-Ahly | Egipto | 2018 |
| Premier League de Egipto | Al-Ahly | Egipto | 2019 |

### Títulos internacionales
| Título                       | Club    | País   | Año  |
| ---------------------------- | ------- | ------ | ---- |
| Copa Confederación de la CAF | Al-Ahly | Egipto | 2014 |